# Ascobolaceae
Ascobolaceae es una familia de hongos del orden Pezizales. Una estimación de 2008 coloca en esta familia 6 géneros y 129 especies.